# 水熱源ヒートポンプパッケージ方式
水熱源ヒートポンプパッケージ方式（みずねつげんヒートポンプパッケージほうしき）は、水を熱源とするヒートポンプパッケージエアコンを必要な場所に配置する空調設備方式である。

## 概要
屋外の冷却塔・井戸・河川などの水を必要場所に搬送し熱源に用いる。水源及び冷却塔の確保が難しい市街地のビルなどでは、地下に冷却水槽を設置する場合もある。大規模な施設としては専ら地下で使われる頻度が高い。地下街などでは各テナントへ行きと戻りの接続バルブを設けてバルブ以降をテナントオーナーが各自準備する。地下鉄駅のホーム冷房でも水冷式が使われる事が多い。万一配管が破損した場合でもフロンによる凍傷、中毒という危険を回避できるからである。しかし水冷型ビルマルチ型は、空冷型マルチエアコンと冷媒充填量が同等となるため空冷マルチエアコンと同様の注意が必要である。
冷風扇、ファンコイルは、同じく水を冷却媒体として使うため、水冷エアコンと混同されやすいが、動作原理がまったく異なり自動車のラジエーターと同じ構成のものである。近年、水冷ヒートポンプとファンコイルを組み合わせた製品も販売され、主にホテルや病院で使われている。

## 特徴
- 利点
  - 個別制御性に優れる。（特に小型分散型・水冷ビルマルチ型）
  - 冷房・暖房が混在する場合、熱回収運転となり省エネルギーである。
  - 空気熱源式ヒートポンプに比べて、効率が良く小型化が可能である。
  - 水を熱源としているため、外気温に影響されず盛夏時に安定した空調が可能である。
  - 増設が容易である（水冷ビルマルチ型は困難）。
  - 空冷式ヒートポンプに比べ、顕熱での熱放出がないため夏場のヒートアイランド現象の抑制につながる。
  - 店舗ビルやオフィスビルなどでは、各階や屋上に室外機を設置しなくて済むため貸室面積拡大や屋上緑化など有効活用ができる。
- 欠点
  - 冷却水の管理が煩雑である。
  - 水配管の破損時に水損の恐れがある。
  - 空調場所に圧縮機があるので騒音が大きい（水冷ビルマルチ型は除く）。
  - 個別分散型は、圧縮機を多数・分散配置するため、整備の手間が大きくなるが、故障が発生しても影響を受ける面積が少ない。
  - 水冷ビルマルチ型・大型パッケージ型は、圧縮機は少なく整備の手間は少ないが、故障が発生すると広い面積が空調出来なくなる。

## 用途
主に大規模建築物に用いられる方式であり、次のような用途で特性を生かして利用されている。
- 冬期に冷房・暖房が混在する：病院・オフィスビル・データーセンター・ホテル・店舗ビル・飲食テナント（厨房）
- 個別制御性が要求される：ホテル・寮

## 主要メーカー
主な水熱源式空調機メーカーは以下の通りである。
- 水冷式パッケージ型（5HP以上）
  - 日本ピーマック
  - 東芝キヤリア
  - ダイキン工業
  - 日立アプライアンス
  - 三菱重工
  - 三菱電機
- 水冷式小型分散型（5HP以下）
  - 日本ピーマック
  - 東芝キヤリア
  - 木村工機
- 水冷式ビルマルチ型
  - 日本ピーマック
  - ダイキン工業
  - 三洋電機
  - 三菱電機
- 水冷式ヒートポンプ＋ファンコイル型
  - 日本ピーマック
  - エヌアールイーハピネス（東芝キヤリア）